# Giap
Giap es una marca comercial Italiana utilizada para la distribución de  combustibles.

## Marca
La marca es propiedad del "Grupo Minardo", holding que opera principalmente en el sector  petrolero. Su sede está en Modica, en el Libre consorcio municipal de Ragusa.
En 1969 Rosario Minardo comenzó a trabajar en un distribuidor en Modica. Al año siguiente, se construye la primera planta en contrada Sant'Antonio (en Modica) y funda la marca Giap (Gestione Impianti Autonomi Petroli).
Rosario Minardo es hermano del senador de la República Italiana Riccardo Minardo y padre de Antonino Minardo, político y presidente (en 2007) del Consorzio per le Autostrade Siciliane.
La empresa también comercializa  GLP, combustibles y lubricantes para automóviles, motores marinos y vehículos agrícolas.

## Distribución
Al 2021, los distribuidores Giap están presentes en Sicilia (desde 1970), Calabria, Campania, Lazio, Lombardia y Toscana.